# Guyaans curlingteam (mannen)
Het Guyaans curlingteam vertegenwoordigt Guyana in internationale curlingwedstrijden.

## Geschiedenis
Guyana was na Brazilië het tweede Zuid-Amerikaanse land dat kennismaakte met de curlingsport. Nadat het land in 2017 lid was geworden van de World Curling Federation, nam het een jaar later voor het eerst deel aan curlingcompetities. Het mannenteam debuteerde in november 2018 in het continentale kwalificatietoernooi voor het wereldkampioenschap. Guyana wist Brazilië twee keer te verslaan en wist zo tweede te eindigen (na de Verenigde Staten, waartegen tweemaal verloren werd). Hiermee plaatste Guyana zich voor het mondiale kwalificatietoernooi, dat in januari 2019 gehouden werd in Nieuw-Zeeland. Guyana besloot echter niet naar Nieuw-Zeeland af te reizen en trok zich bijgevolg terug uit de competitie.
In 2022 richtte de World Curling Federation het pan-continentaal kampioenschap op om niet-traditionele curlinglanden een kans te geven deel te nemen aan een regionaal kampioenschap en zich via deze weg te plaatsen voor het WK. Guyana nam deel aan de eerste editie in Calgary, Canada. Guyana wist de B-divisie te winnen, waardoor het in 2023 mocht uitkomen in de hoogste afdeling. Guyana verloor in 2023 evenwel alle wedstrijden en degradeerde meteen weer uit de A-divisie. In 2024 ontbrak Guyana op de deelnemerslijst.

## Guyana op het pan-continentaal kampioenschap
| Jaar | Plaats        | Skip          | WG            | W             | V             | PV            | PT            |
| ---- | ------------- | ------------- | ------------- | ------------- | ------------- | ------------- | ------------- |
| 2022 | 9             | Rayad Husain  | 9             | 7             | 2             | 84            | 45            |
| 2023 | 8             | Rayad Husain  | 7             | 0             | 7             | 15            | 74            |
| 2024 | Geen deelname | Geen deelname | Geen deelname | Geen deelname | Geen deelname | Geen deelname | Geen deelname |

Andorra · Australië · België · Bosnië en Herzegovina · Brazilië · Bulgarije · Canada · China · Chinees Taipei · Denemarken · Duitsland · Engeland · Estland · Filipijnen · Finland · Frankrijk · Georgië · Griekenland · Groot-Brittannië · Guyana · Hongarije · Hongkong · Ierland · IJsland · India · Israël · Italië · Jamaica · Japan · Kazachstan · Kenia · Kirgizië · Kroatië · Letland · Liechtenstein · Litouwen · Luxemburg · Mexico · Nederland · Nieuw-Zeeland · Nigeria · Noorwegen · Oekraïne · Oostenrijk · Polen · Portugal · Puerto Rico · Qatar · Roemenië · Rusland · Saoedi-Arabië · Schotland · Servië · Slovenië · Slowakije · Spanje · Thailand · Tsjechië · Tsjecho-Slowakije · Turkije · Verenigde Staten · Wales · Wit-Rusland · Zuid-Korea · Zweden · Zwitserland